# 皮季亞濟夫尼
51°50′39″N 24°37′15″E / 51.84417°N 24.62083°E
皮季亞濟夫尼（烏克蘭語：Під'язівні），是烏克蘭的村落，位於該國西部沃倫州，由科韋利區負責管轄，面積0.49平方公里，海拔高度152米，2001年人口27，人口密度每平方公里54.88人。